# Flöthe
Flöthe là một đô thị ở huyện Wolfenbüttel, trong bang Niedersachsen, nước Đức. Đô thị Flöthe có diện tích 18,84 km².